# Knut Mellenthin
Knut Mellenthin (* 3. Juli 1946 in Wolfsburg) ist ein deutscher Journalist und Autor; er lebt in Hamburg.

## Leben
Knut Mellenthin studierte von 1967 bis 1972 Geschichte und Kunstgeschichte. Er gehörte 1967 und 1968 zum Kreis der Gruppen und Personen, aus dem etwas später die Partei KPD/ML hervorging. An deren Gründung am 31. Dezember 1968 nahm Mellenthin jedoch nicht mehr teil, weil er Vorgehensweise und Zeitpunkt kritisierte. Im Mai 1970 war er Mitbegründer des Kommunistischen Arbeiterbundes Hamburg (KAB), der 1971 eine der Gründungsorganisationen des Kommunistischen Bundes (KB) wurde. Von 1973 bis 1991 war Mellenthin Mitglied der Leitung des KB und galt als einer der führenden Theoretiker der Organisation. Bei der Auflösung des KB 1991 stand er auf der Seite der „Mehrheit“.
Seit der im Dezember 1971 erschienenen ersten Ausgabe der Monatszeitschrift des Kommunistischen Bundes, Arbeiterkampf (später: ak – analyse und kritik), gehörte Knut Mellenthin dem Team als fester Autor und leitender Redakteur an. Auch nach seinem Ausscheiden 1994 blieb er dem Blatt noch mehrere Jahre lang als freier Autor verbunden. Inzwischen ist er langjähriger Mitarbeiter der linken Tageszeitung junge Welt, in der er vor allem zu geopolitischen Fragestellungen publiziert.
Daneben war Knut Mellenthin seit 1990 bis zur Einstellung der Zeitschrift 1993 auch Autor der Weltbühne. In den Jahren 1991 bis 1994 war er zudem persönlicher Mitarbeiter der PDS-Bundestagsabgeordneten Ulla Jelpke zu Fragen der deutschen Innenpolitik. Für die Arbeitsgruppe Außenpolitik der PDS im Bundestag verfasste er Mitte der 1990er Jahre umfangreiche Studien zu den Jugoslawienkriegen und zu den Militäreinsätzen der Vereinten Nationen.
Hauptthema der Veröffentlichungen von Knut Mellenthin ist die internationale Politik der Gegenwart. In den 1990er Jahren standen der Zerfall des „sozialistischen Lagers“, die Auflösung der Sowjetunion und der jugoslawische Bürgerkrieg im Zentrum seiner Arbeit. Seit dem 11. September beschäftigt sich der Autor vor allem mit der US-amerikanischen Kriegführung und Strategie im Nahen und Mittleren Osten. In mehreren Büchern ist er mit Texten zu diesem Themenkreis vertreten. 
Weitere Arbeitsthemen von Knut Mellenthin sind die Geschichte des Holocaust, des Nationalsozialismus und Faschismus sowie des Zweiten Weltkriegs. Eine von ihm erarbeitete Tag-für-Tag-Chronologie des Holocaust, für die er 2007 den Alternativen Medienpreis erhielt, ist im Internet zu finden.

## Schriften
- Der Pekinger Prozess. Dokumente und Analysen. Hamburg 1981, ISBN 3-88653-013-2
- Deutsche Linke zwischen Israel und Palästina. Hamburg 1988 (Textsammlung zusammengestellt von Knut Mellenthin)
- Der jugoslawische Bürgerkrieg und die internationale Politik. Chronologie der Konflikt- und Kriegsentwicklung. Dokumente der PDS-Bundestagsgruppe zum Krieg im ehemaligen Jugoslawien. Bonn 1995
- Chronologie des Holocaust. Online

## Buchbeiträge
- Ist der 3. Weltkrieg noch zu verhindern? Buntbuch-Verlag, Hamburg 1980, ISBN 3-88653-010-8
- Die Eroberung der Akten: Das Stasi-Unterlagen-Gesetz. Entstehung / Folgen. Analysen / Dokumente. Hrsg. von Ulla Jelpke, Albrecht Maurer und Helmut Schröder. Pahl-Rugenstein Verlag, Bonn 1992, ISBN 3-89144-154-1
- Krisenherd Europa. Nationalismus – Regionalismus – Krieg. Göttingen: Verlag „Die Werkstatt“, 1994. ISBN 3-923478-89-5
- Der Irak – Krieg, Besetzung, Widerstand. Hrsg. von Rüdiger Göbel. PapyRossa Verlag, Köln 2004, ISBN 3-89438-270-8
- Terror und Staat – Der 11. September – Hintergründe und Folgen. Geostrategie, Terror, Geheimdienste. Hrsg. von Ronald Thoden. Kai Homilius Verlag, Berlin 2004, ISBN 3-89706-882-6
- Naher und Mittlerer Osten – Krieg, Besatzung, Widerstand. Hrsg. von Nikolaus Brauns und Dimitri Tsalos. Pahl-Rugenstein Verlag, Bonn 2007, ISBN 978-3-89144-385-9
- Von Afghanistan bis Somalia: Massenmord durch US-Drohnen. In: Peter Strutynski (Hrsg.): Töten per Fernbedienung. Kampfdrohnen im weltweiten Schattenkrieg. Promedia, Wien 2013, ISBN 978-3-85371-366-2, S. 33–45

## Auszeichnungen
- BIENE-Award 2006 in Bronze für „www.holocaust-chronologie.de“
- Alternativer Medienpreis 2007 – 1. Preis in der Sparte Internet für „www.holocaust-chronologie.de“.